# Phare de Roatán
Le phare de Roatán (en espagnol : Faro de Isla de Roatán) est un phare actif situé sur l'île de Roatán, dans le Département des Islas de la Bahía au Honduras.

## Histoire
Roatán est la plus grande île du groupe des îles de la Baie.
Le phare est situé sur les hauteurs à l'ouest du port de Coxen Hole (en).

## Description
Ce phare est une tour pyramidale de télécommunication à claire-voie de 14 m de haut portant une balise photovoltaïque. La tour est peinte avec des bandes horizontales rouges et blanches. Il émet, à une hauteur focale de 21 m, un éclat blanc par période de 9 secondes. Sa portée est de 19 milles nautiques (environ 35 km).
Identifiant : ARLHS : HON-008 - Amirauté : J6007 - NGA : 110-16460 .
|                 |
| Îles de la Baie |

|            |
| Coxen Hole |

### Lien connexe
- Liste des phares du Honduras